# Ampang Line

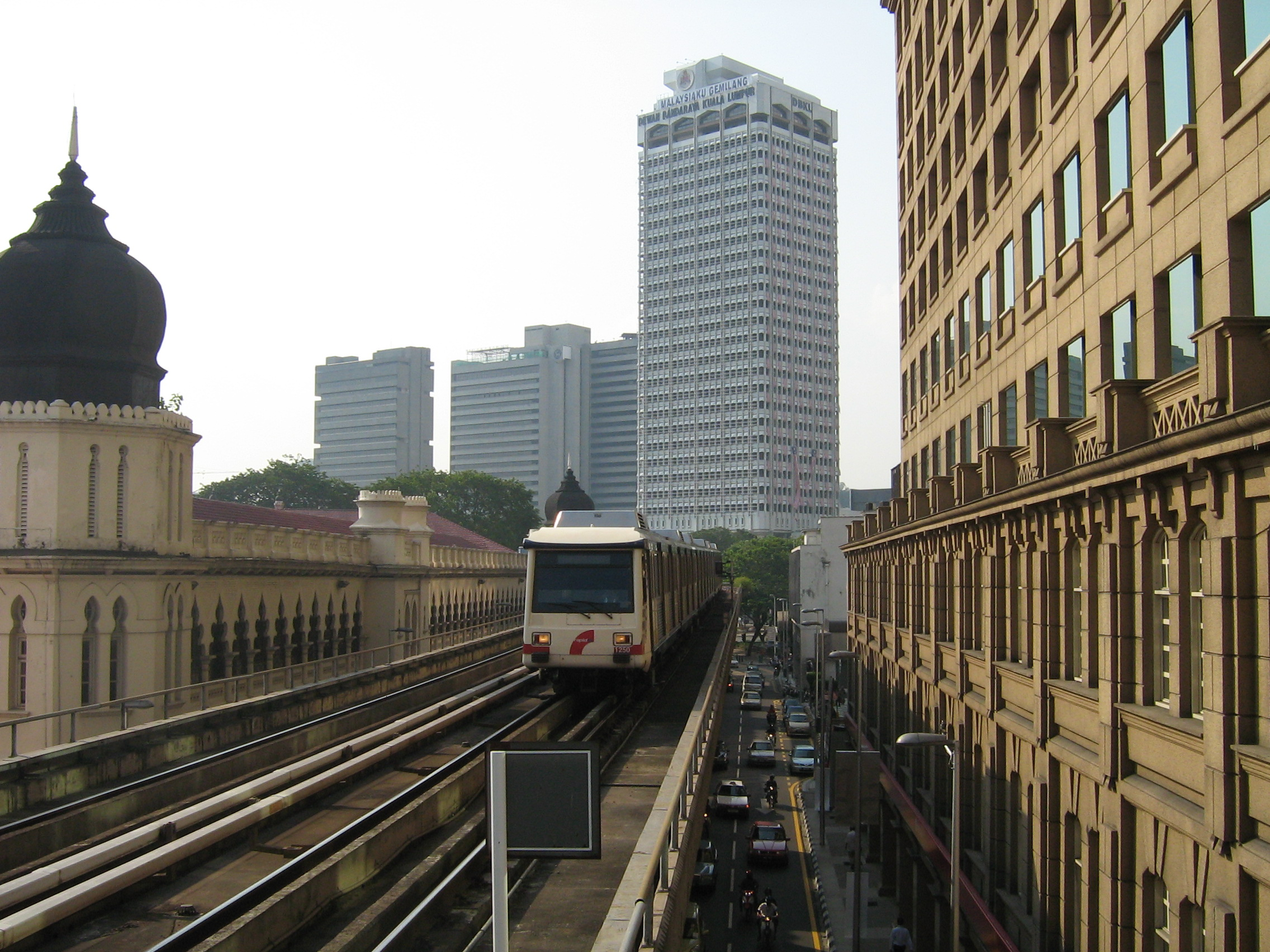
Zug der Ampang Line

Als Ampang Line bezeichnet man ein Stadtbahn-System in der malaysischen Hauptstadt Kuala Lumpur, welches ehemals unter dem Begriff STAR LRT bekannt war.
Das 1996 eröffnete Streckennetz besteht aus zwei Routen, welche sich auf halber Strecke bündeln. Zusammen sind die beiden Streckenführungen 27 Kilometer lang und bestehen aus 25 Haltestellen. An mehreren Stationen können Fahrgäste in die anderen Stadtbahnsysteme umsteigen, wie beispielsweise in die KL Monorail oder die Kelana Jaya Line.
Das LRT-System (Light Rail Transport) realisierte die ehemalige Betreibergesellschaft STAR in drei Phasen. Als letzte eröffnete man die Verlängerung von Sultan Ismail nach Sentul Timur.